# 熱布朗三明治

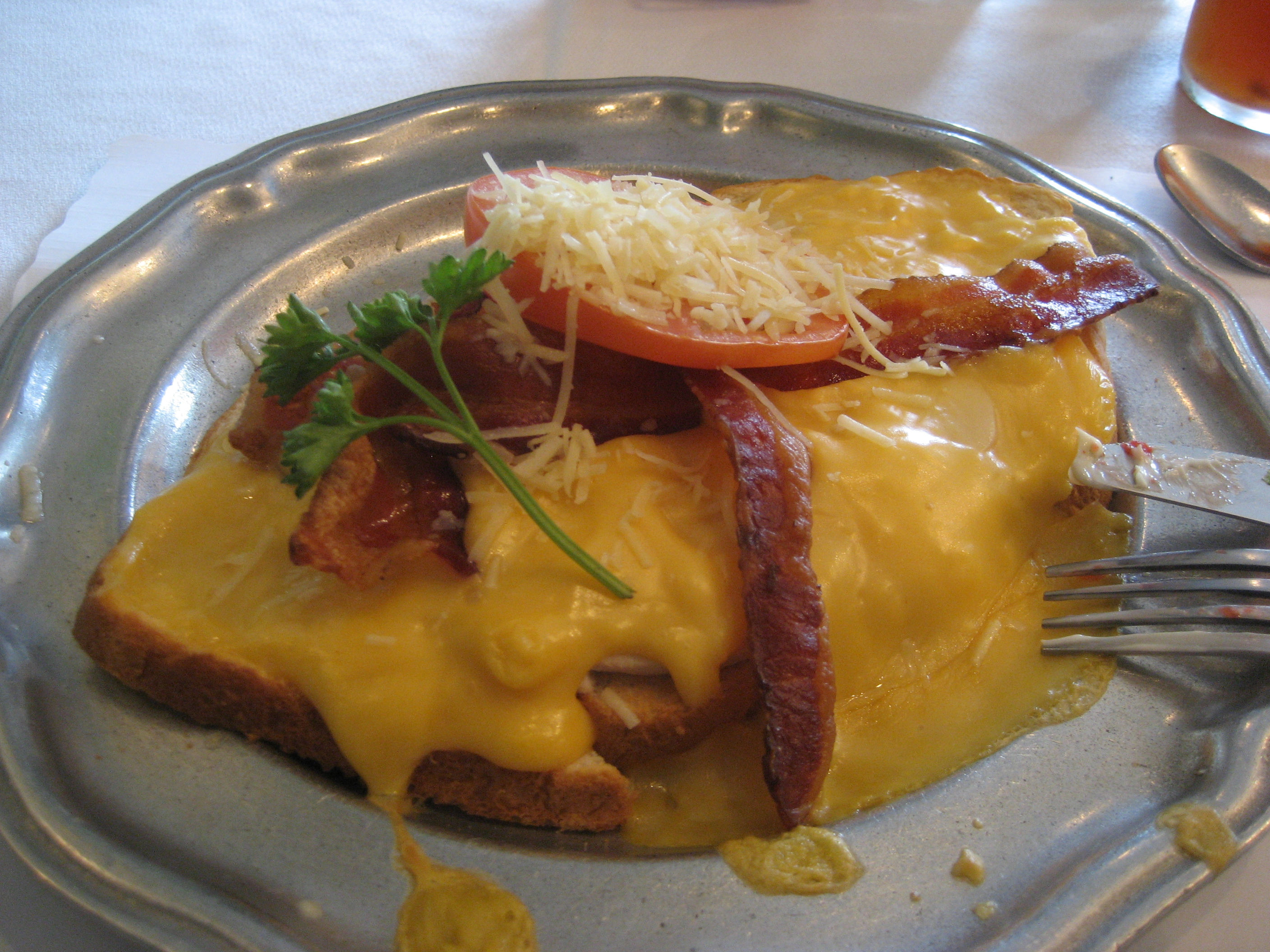
熱布朗三明治

熱布朗三明治（英語：Hot Brown Sandwich）是一種發源自肯塔基州路易維爾布朗飯店的三明治熱食，1926年由弗雷德·舒密茲所創。靈感來自於傳統威爾斯起士吐司，是布朗飯店自1923年創設後不久便發明的兩道代表性三明治美食之一，提供火腿配蛋以外的宵夜餐點選擇。

## 材料
熱布朗三明治是有火雞肉及培根的單面三明治（open-faced sandwich），加上乾酪白汁，烘烤至麵包酥脆且醬汁呈棕色。很多熱布朗三明治都含有火雞和火腿，醬汁上會添加甜椒或番茄，有時會以營業用起司醬代替乾酪白汁。更常見的替代醬料會用切達起司或美式起司製作。配料也可以替換成番茄、蘑菇切片、極少數會用罐裝桃子。
Fred K. Schmidt發明這道菜時，烤火雞肉片是很稀有的材料，火雞肉通常留待節日大餐才能享用。原版的熱布朗三明治有：火雞肉片放在一片白吐司上、澆上乾酪白汁、灑上帕馬森乾酪，最後進烤箱烘烤至醬汁冒泡。最後再加上甜椒和培根。這道菜問世之後，有95％來到布朗飯店餐廳的顧客都會指名要吃這道菜。
熱布朗三明治是路易斯維爾地區的特色菜，在肯塔基州很受歡迎。可惜有很長一段時間不能在創始店享用熱布朗三明治，因為布朗飯店在1971到1985年間關閉。

## 種類
「冷布朗」（cold brown）則是由烤禽肉（雞肉或火雞肉）、水煮蛋、生菜及番茄組成，放在黑麥麵包上的開面三明治，澆上千島醬。現在已十分少見。
在聖路易（St. Louis）也有類似的菜餚，梅菲爾旅館（Mayfair Hotel）在1920年代發明的豐盛三明治（Prosperity Sandwich）。該地仍然提供這道菜，有時候也稱為「熱布朗」。
在1930年代，賓夕法尼亞州匹茲堡出現一種稱作「Turkey Devonshire」的餐點，據說也類似熱布朗三明治。

## 外部連結
- 熱布朗三明治食譜 — 布朗飯店（英语：Brown Hotel (Louisville, Kentucky)）